# Marimbula

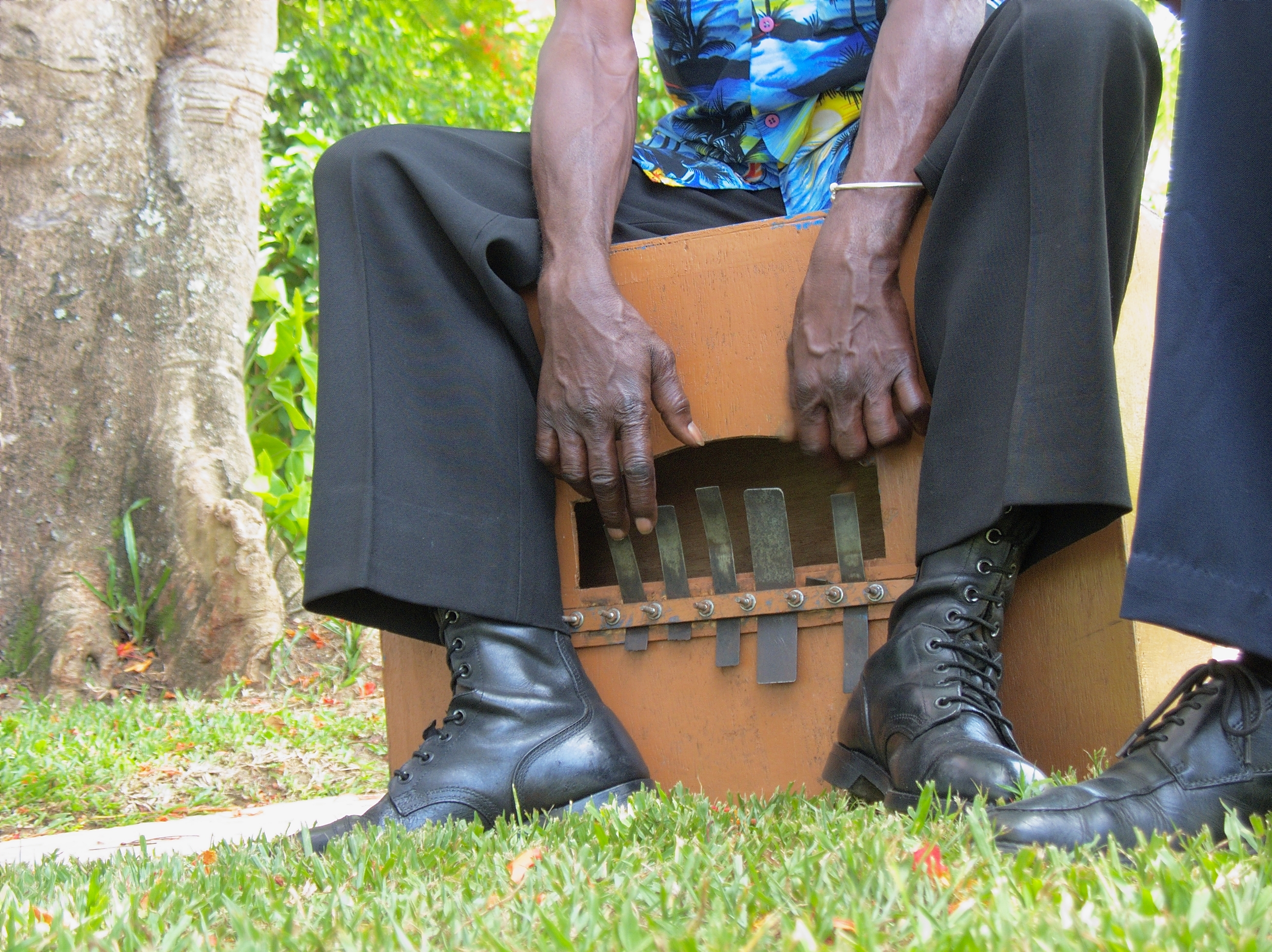
Gra na marimbuli

Marimbula – instrument muzyczny zaliczany do grupy idiofonów szarpanych; wywodząc się z XIX wieku z kubańskiej prowincji Oriente, szybko rozpowszechnił się na Wyspach Karaibskich, a także w niektórych krajach afrykańskich i latynoamerykańskich.
Instrument składa się z drewnianej skrzynki z otworem, stanowiącej pudło rezonansowe, do którego przymocowane są poprzeczną listwą metalowe języczki. Gra się, siadając na skrzynce tak, by mając języczki pomiędzy nogami swobodnie móc szarpać je przy pomocy palców dłoni; wysokość dźwięku zależy od długości języczków. Mimo iż marimbula była nieodłącznym elementem wielu kubańskich stylów muzycznych, takich jak son czy też habanera, największą popularność zdobyła w pierwszej połowie XX wieku na Jamajce, gdzie nazywana była zwyczajowo rumba box. Wykorzystywały ją przede wszystkim zespoły wykonujące klasyczną odmianę muzyki mento, uzyskując wyrazistą linię basu, charakterystyczną również dla wszystkich powstałych później jamajskich stylów muzycznych, a więc przede wszystkim ska i reggae. Z czasem marimbula została wyparta przez kontrabas i gitarę basową, jednak można ją jeszcze usłyszeć w grze formacji podtrzymujących tradycje muzyki mento i calypso, takich jak np. The Jolly Boys.